# Paul Seesequasis

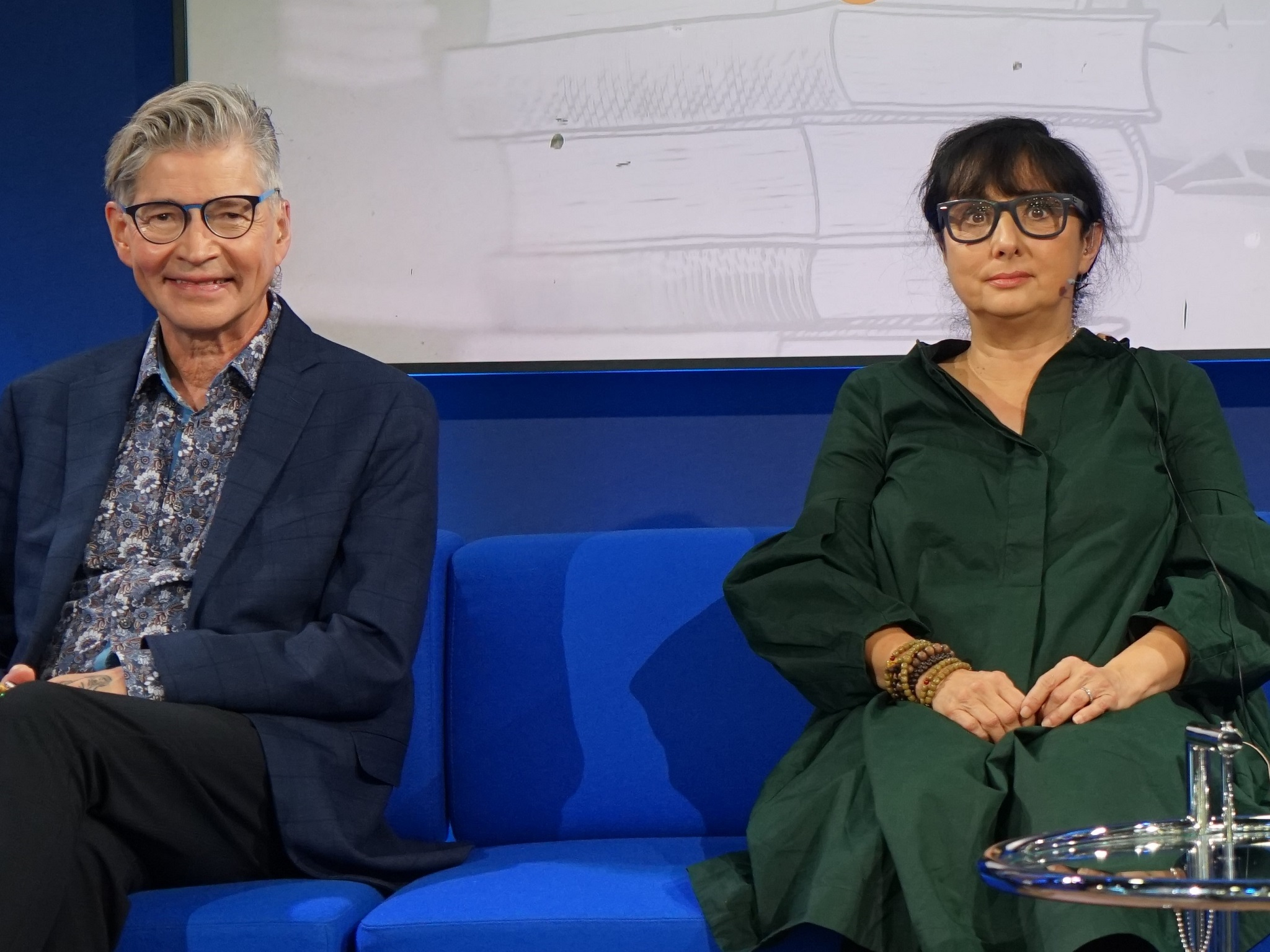
Paul Seesequasis mit Catherine Mavrikakis (2021)

Paul Seesequasis (geboren in Melfort, Saskatchewan, Kanada) ist ein kanadischer Schriftsteller und Journalist. Er schreibt in Englisch und setzt sich seit Jahrzehnten für die First Nations ein.

## Leben und Werk
Paul Seesequasis ist ein Willow Cree (ᓃᐱᓰᐦᑯᐹᐃᐧᔨᓂᐤ Nîpisîhkopâwiýiniw) und wurde in Melfort geboren. Seine Mutter stammt aus der Beardy’s First Nation (Beardy’s and Okemasis’ Cree) am Duck Lake und war Krankenschwester. Der Vater arbeitete bei der Eisenbahn und später als Beamter beim Arbeitsamt. Seesequasis arbeitete in Ottawa als Journalist, gründete das Magazin Aboriginal Voices und war 13 Jahre lang Beauftragter für verschiedene Programme beim Canada Council for the Arts. Seinen ersten Roman Tobacco Wars veröffentlichte er 2006, nachdem er dort aufgehört hatte.
Danach wandte sich Seesequasis wieder dem freien Journalismus zu und beschäftigte sich intensiv mit kulturellen Aktivitäten in indigenen Gemeinschaften. Zuletzt sammelte er in einem dreijährigen Projekt Fotografien von acht indigenen Gemeinschaften des Landes. Er suchte Nachlässe von Fotografien in Archiven und versuchte die Geschichte der Abgebildeten zu erkunden. Dabei verwandte er Internet und Social-media-Plattformen. Angeregt wurde er durch seine Mutter, die die schlimme Zeit der Residential Schools für Kinder aus Reservaten „überlebt“ hatte. Einen Auszug aus seiner Arbeit publizierte er 2019 in englischer und 2020 in deutscher Sprache.

## Auszeichnungen
- Maclean-Hunter Award für Journalismus.

## Werke
- Blanket toss under midnight sun. Portraits of everyday life in eight Indigenous communities. Knopf, Toronto 2019.
  - Unter der Mitternachtssonne. Porträts indigener Gemeinschaften in Kanada. btb, München 2020.
- Tobacco Wars (Roman). 3 Auflagen, Toronto 2006..2011.
- Aboriginal theatre organizations survey and report. (engl.) – Enquête et rapport sur les compagnies autochtones de théâtre. (franz.) Canada Council, 2001.
- mit Patricia Deadman, Walter Phillips Gallery: Staking land claims. Banff, Alberta 1999.